# Dearest (濱崎步單曲)
《Dearest》（最愛）是日本歌手濱崎步第24張單曲，2001年9月27日於日本發售。

## 說明
自《Dearest》開始，濱崎步開始與長尾大合作作曲。同時〈Dearest〉作為熱門動畫《犬夜叉》主題曲，亦獲得了個人於第43回日本唱片大獎首度的受獎。
發行的期間，愛貝克思唱片發現了少數未收錄第11音軌鋼琴版本的錄製不良CD，導致銷量稍受影響，但最終銷量仍突破了七十五萬。

## 收錄歌曲
全曲作詞：濱崎步
1. Dearest "Original Mix" 
作曲: CREA + D・A・I／編曲: 鈴木直人
日本電視台《犬夜叉》主題曲（第42話〜第60話）
TU-KA2001年廣告曲
2. Dearest "Depth Nostalgic windmix"
3. NEVER EVER "Jonathan Peters Radio Mix"
4. Dearest "Energized MIX"
5. Dearest "Huge '20011002' mix"
曲名當中「20011002」是左右對稱的文字排列，乃是濱崎步生日「10月2日」所表示為「1002」而成。
6. Endless sorrow "Hex Hector Main Radio Mix"
7. Dearest "Laugh & Peace Mix"
8. Dearest "Fresh energy Mix"
9. M "Johnny Vicious RADIO VOX"
10. Dearest "Original Mix -Instrumental-"
11. Dearest "Acoustic Piano Version"
鋼琴演奏：島健